# Frank Schauman

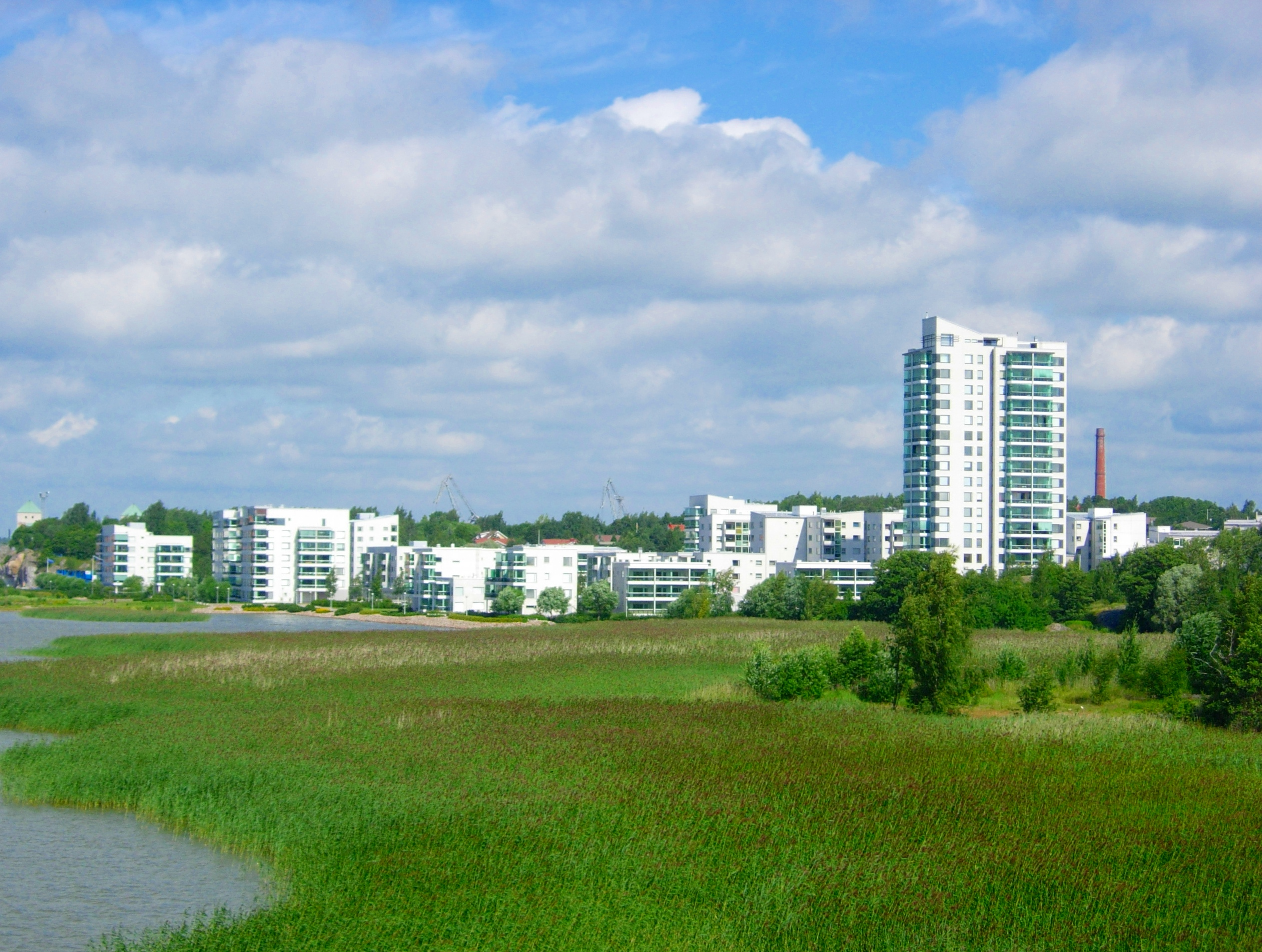
Airiston Tähti.

Frank Schauman, född 7 september 1947 i Åbo, är en finländsk arkitekt. 
Schauman studerade 1966 som stipendiat i Portland, Oregon, och praktiserade 1970 vid den amerikanska arkitektbyrån Skidmore, Owens & Merrill. Efter arkitektexamen vid Tekniska högskolan i Helsingfors 1973 grundade han egen byrå 1975 och samarbetade i Åbo 1974–1980 med arkitekterna Pekka Pitkänen, Ola Laiho och Ilpo Raunio. 
Schaumans egna projekt varierar från kommersiella centra till bostadsbyggnader och sträcker sig över hela södra Finland. Han är en pragmatisk modernist och har vunnit pris i arkitekttävlingar, bland annat segrade han i tävlingen om bostadsområdet "Karjaranta" i Björneborg (2004). Till hans främsta projekt räknas servicecentret Albatross i Nordsjö i Helsingfors (1998), köpcentren Forum i Åbo (1999) och Mylly i Reso (2001) samt ombyggnaden av Hansakvarteret i Åbo (2002–2003). Bland bostadsbyggnader märks bland annat tornhuset Airiston Tähti i Åbo (2000) samt en rad andra centralt belägna bostadsbyggnader i Åbo. Han har även planerat ombyggnaden och den nya huvudläktaren för Veritas Stadion i Åbo (2003) och nya bostäder för Yrkeshögskolan Sydväst i Seminarieparken i Ekenäs (2006).